# Màrcia (dona de Cató d'Útica)
Màrcia va ser la segona esposa de Marc Porci Cató d'Útica (Cató el Jove). L'any 56 aC Cató se'n va divorciar perquè es pogués casar amb Quint Hortensi. Després de la mort d'Hortensi, Màrcia va tornar a la casa de Cató, tot i que hi ha dubtes sobre si s'hi va tornar a casar.

## Biografia
Era filla de Lluci Marci Felip. Es va casar amb Cató després que aquest es divorciés de la seva primera esposa Atília degut als persistents rumors de la seva infidelitat. Segons Plutarc, Màrcia era "una dona d'excel·lent reputació", que es cuidava molt del seu marit, i Appià diu que Cató n'estava molt. Li va donar tres fills.
Tot i que no hi ha indicacions de què el matrimoni fos infeliç, Cató se'n va divorciar i Màrcia es casà amb el reconegut orador Quint Hortensi. Hortensi era un amic i admirador de Plató, i la seva esposa acabava de morir sense deixar-li descendència. El desig d'Hortensi d'unir-se a la casa de Cató el va portar a demanar-li la mà de la seva filla Pòrcia. Però com que Pòrcia ja estava casada i la diferència d'edat era molt gran (Pòrcia tenia 20 anys, i Hortensi gairebé 60), Cató no donà el seu consentiment. Aleshores Hortensi va suggerir que li deixés casar-se amb Màrcia perquè aquesta ja li havia donat hereus a Cató. L'ardor de la demanda d'Hortensi va convèncer a Cató, que va accedir un cop obtinguda l'aprovació del pare de Màrcia.
Quan Hortensi morí el 50 aC, Màrcia va heretar la seva considerable fortuna, i va tornar a viure amb Cató. Plutarc afirma que es van tornar a casar, però segons Appià simplement es va traslladar a viure a casa seva.